# Gilson César Granzotto
Gilson César Granzotto (Limeira, 1 de gener de 1965) és un exfutbolista brasiler, que ocupava la posició de davanter.
Després de debutar com a professional al São Bento, el 1990 recala en la primera divisió espanyola al fitxar pel CD Logroñés, on és titular i marca sis gols. L'any posterior fitxa pel CE Sabadell, on marca altres sis dianes, ara a la categoria d'argent. Després d'aquesta experiència a Europa, torna al Brasil, on va militar en nombrosos equips, com l'Atlético Mineiro. l'Atlético Paranaense o l'EC Bahia.
Després de retirar-se, el 2008 va esdevenir entrenador, passant per diversos equips del seu país.